# Masicera micans
Masicera micans är en tvåvingeart som beskrevs av Macquart 1851. Masicera micans ingår i släktet Masicera och familjen parasitflugor.
Artens utbredningsområde är Belgien. Inga underarter finns listade i Catalogue of Life.